# Anemone alaschanica
Anemone alaschanica är en ranunkelväxtart som först beskrevs av Schipcz., och fick sitt nu gällande namn av Grabovsk.. Anemone alaschanica ingår i släktet sippor, och familjen ranunkelväxter. Inga underarter finns listade i Catalogue of Life.